# Zur Jagd

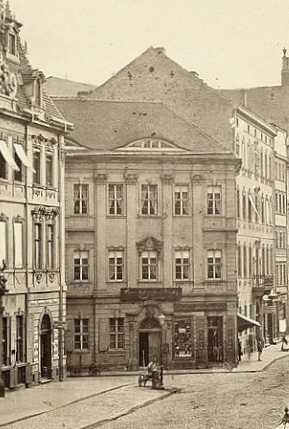
Haus Zur Jagd, wohl in den 1860er Jahren

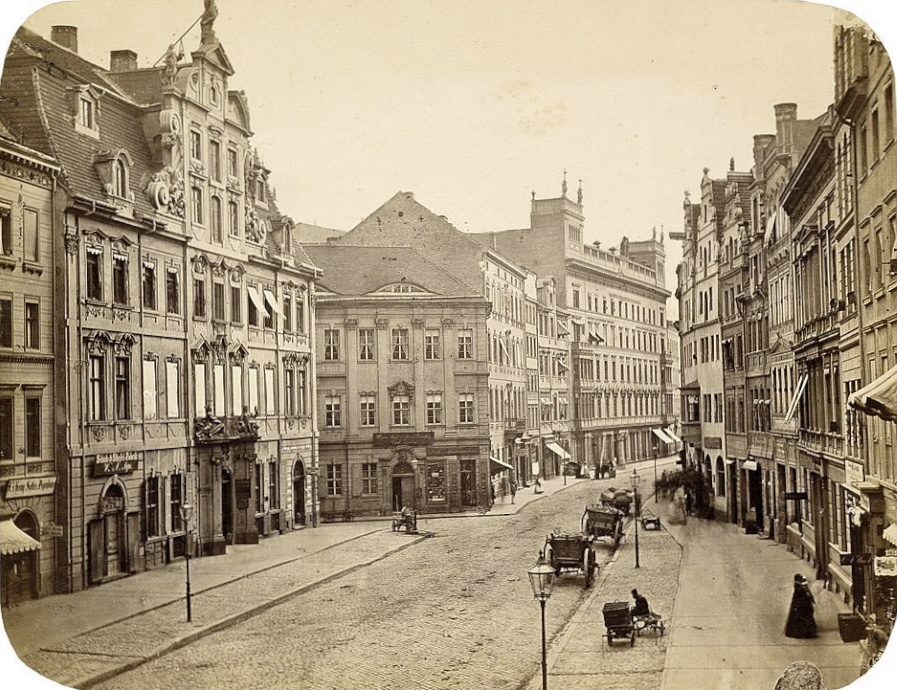
Blick aus nördlicher Richtung, links das Haus Zum Turm, im Hintergrund das Gebäude der Magdeburger Feuerversicherung, 1860er Jahre

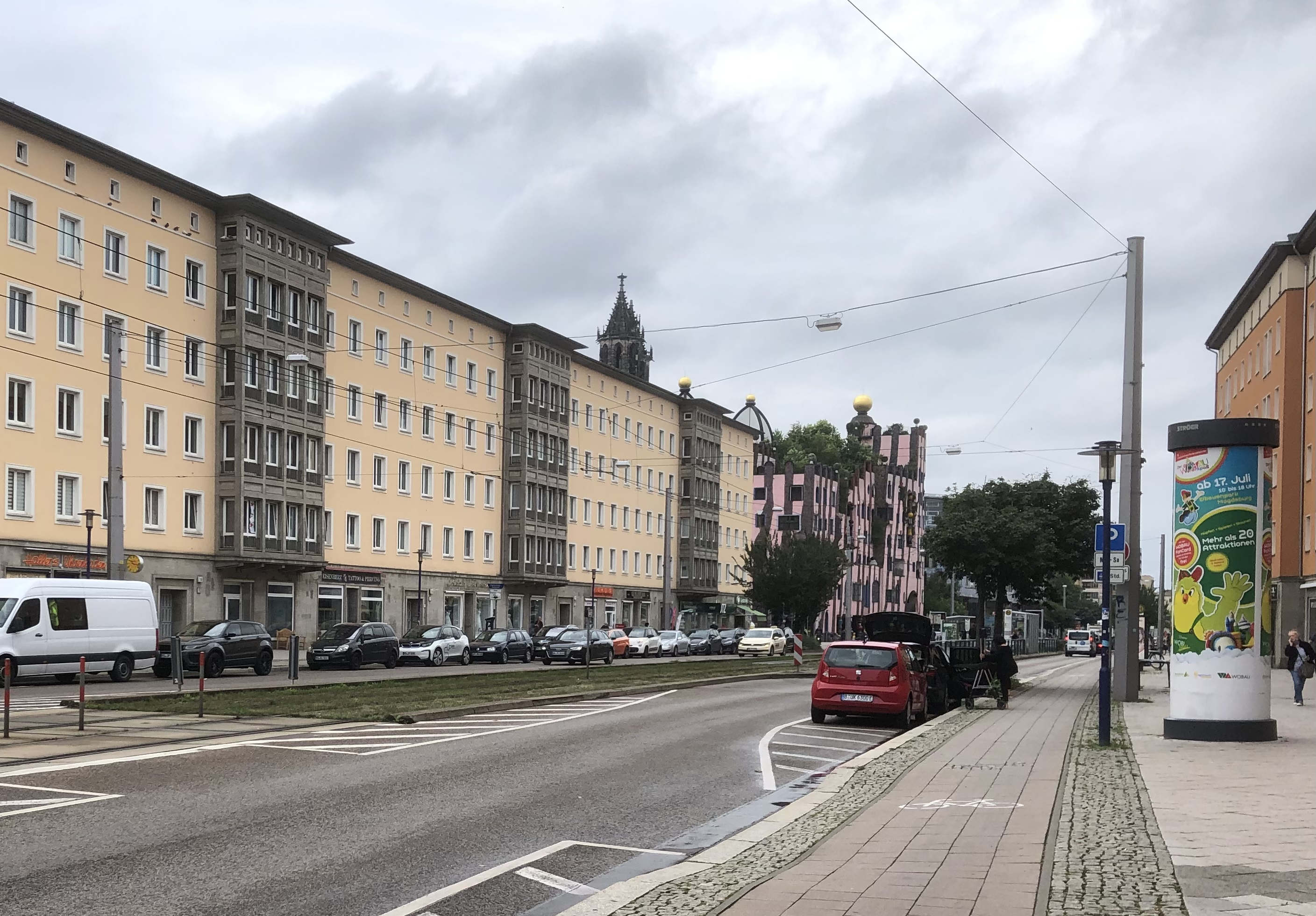
Etwa gleiche Blickrichtung wie in den 1860er Jahren, 2021

Das Haus Zur Jagd war ein historisches Gebäude in Magdeburg im heutigen Sachsen-Anhalt. Es wurde während des Zweiten Weltkriegs zerstört und gilt als verloren gegangenes Baudenkmal.

## Lage
Das Gebäude befand sich in der Magdeburger Altstadt auf der Ostseite des Breiten Wegs in einer Ecklage südlich der Einmündung der Steinstraße an der Adresse Steinstraße 1. Nördlich, auf der gegenüberliegenden Seite der Steinstraße befand sich das Haus Zum Turm. Das Haus ragte dabei deutlich in den Breiten Weg hinein, so dass der Breite Weg an dieser Stelle einen Engpass bildete. Das Haus Zur Jagd war daher in besonderer Weise auch städtebaulich bedeutend. Bei dem sich nicht an die historische Stadtstruktur haltenden Wiederaufbau Magdeburgs nach dem Zweiten Weltkrieg wurde die Steinstraße überbaut und ist heute nicht mehr vorhanden. Der Standort des Hauses befand sich etwas nördlich der heutigen Grünen Zitadelle, nördlich schräg gegenüber der Einmündung der Leiterstraße.

## Geschichte und Architektur
Der Name des Hauses geht auf eine wohl ursprünglich am Gebäude dargestellte Jagdszene zurück. Zum Teil wird es fälschlich auch als Zur Yacht bezeichnet. Es wird angenommen, dass das Haus identisch ist mit anderen Erwähnungen als Zum Schützen und Zum alten wedman. Zuvor trug es den Namen Zu den drei Türmchen oder Zu den drei Zinnen. Zeitweise soll es dazwischen auch als Zum schönen Halse bezeichnet worden sein. Das Haus besaß das Braurecht.
In der Zeit vor dem Jahr 1631 gehörte es Heinrich Briest, danach Gerhard Hückelkoth. Im Jahr 1650 erwarb die Witwe von Simon Printz das Grundstück für 420 Taler. Zu diesem Zeitpunkt war das Areal wohl nach der Zerstörung Magdeburgs im Jahr 1631 noch immer zerstört. Es war ohne Mauern und voller Schutt. Noch im gleichen Jahr verkaufte sie das Grundstück für den gleichen Preis an ihren Schwiegersohn, den Seifensieder Joachim Weber, der es 1653 schließlich bebaute. Im Jahr 1683 veräußerten es seine Erben an den Händler Sigismund Weber für 1400 Taler. Bereits 1688 gehörte es dem Glockengießer Jakob Wentzel, dessen Witwe es für 2400 Taler im Jahr 1706 an den Händler Gottfried Jehne veräußerte. Jehnes Witwe war bis 1722 Eigentümerin. 
Kurz nach 1722 wurde dann das bis zum Zweiten Weltkrieg bestehende dreigeschossige Gebäude für Christoph Goßler errichtet, der das Grundstück am 9. Juli 1722 für 5400 Taler erworben hatte. Die Gliederung wurde dabei der Lage und Ansicht am Breiten Weg angepasst, so dass sie asymmetrisch war. Nach Norden zum Breiten Weg hin befand sich ein von Pilastern flankiertes Portal, bekrönt mit einem Giebel. Oberhalb des Erdgeschosses bestand ein vorkragendes, umlaufendes Gurtgesims. Die vertikale Gliederung erfolgte durch vier Kolossalpilaster und Ecklisenen. An der Westfassade zum Breiten Weg befand sich ein flach hervortretender Mittelrisalit. Im Jahr 1751 erfolgte für das Anwesen eine Erbteilung.
Im Jahr 1845 gehörte das Haus einem Nesener, 1870 dem Kaufmann Delius und 1898 dem Kaufmann Hermann Giese. In dieser Zeit gab es für das Gebäude auch die Bezeichnung Haus Giese. Das Haus blieb im Eigentum der Familie Giese. 1909 und 1914 wurde der Kaufmann Franz Giese, 1925 und 1938 die Geschwister Giese als Eigentümer geführt. 
Um 1900 wurden in das Erdgeschoss Ladengeschäfte und Schaufenster eingefügt. Mehrfach erfolgten Umbauten des Dachs. Zeitweise bestand im Dachgeschoss oberhalb des Poretals ein Balkon, der jedoch später wieder entfernt wurde.
Der durch das Haus entstehende Engpass des Breiten Wegs führte zu Behinderungen des Verkehrs, so dass es Überlegungen gab, diese Situation zu verbessern. Um das Jahr 1900 wurde festgestellt, dass die polizeilichen Vorschriften, rechts zu gehen und langsam zu fahren, nicht den gewünschten Erfolg gebracht hätten. Es wurde seitens der Stadt daher eine neue Fluchtlinie festgesetzt. Danach sollte die neue Bauflucht der Ostseite des Breiten Wegs vom Pieschelschen Haus (Haus Zum Turm) in gerader Linie zum weiter südlich befindlichen Gebäude der Magdeburger Feuerversicherung verlaufen. Sie ging damit durch vier Grundstücke, darunter auch des Hauses Zur Jagd hindurch. Bei einer Neubebauung der Grundstücke hätte die neue Bauflucht eingehalten werden müssen. Es folgten Pläne, über die Grundstücke Steinstraße 1 und Poststraße 13 eine neue Straße zum Domplatz zu bauen, um so eine Verkehrsentlastung zu erreichen. Der entsprechende Fluchtlinienplan wurde im November 1909 beschlossen. Tatsächlich verkauften die Gieseschen Erben die Grundstücke am 1. April 1939 an die Stadt Magdeburg. Zu einer Umsetzung der Pläne kam es jedoch nicht mehr.
Bis 1945 blieb das Gebäude jedoch trotzdem erhalten. Städtebaulich wurde das Haus als südlicher Abschluss der barocken Prachtstraße Breiter Weg durchaus geschätzt.
Während des Zweiten Weltkriegs wurde das Gebäude, wie große Teile der Magdeburger Altstadt, zerstört. An der Stelle entstand später ein moderner Wohnhausbau. Die Steinstraße wurde aufgegeben und besteht nicht mehr.